# Hagström Standard
Hagström Standard är en elgitarr av fabrikatet Hagström. Standard var den andra av Hagströms elgitarrer. Den hade från början samma större kropp som Hagström DeLuxe fått och såldes då under namnet Sweetone men gavs strax den mindre kropp DeLuxe haft från början. Gitarren var vid introduktionen täckt av mönstrad vit plast på baksidan av kroppen, halsen och huvudet och kostade 510 svenska kronor.
Modellen tillverkades i 2738 exemplar mellan 1959 och 1962.
I USA distribuerades Hagström Standard och DeLuxe av Hershman i New York som redan sålde Levingitarrer under namnet Goya. Hagströmgitarrerna döptes därför om till Goya på den amerikanska marknaden. Standard fick modellbeteckningen Goya 80 och såldes för 90$ medan DeLuxe fick beteckningen Goya 90 och såldes för 135$. Goyagitarrerna var identiska med motsvarande Hagsrömmodeller, förutom att Hagströms logotyp var utbytt mot ett stiliserat "G" i plast, och kunde fås i ett antal olika färgkombinationer: svart kropp med lackerad mahognytopp, helsvart, svart kropp med guldglittertopp, vit kropp med blå glitterfront och vit kropp med röd glitterfront samt vit kropp med grön glitterfront. Produktionen varade bara ett år - totalt såldes 370 modell 80 och 177 modell 90 vilket gör dessa till några av de mest sällsynta av alla Hagströmgitarrer.
I Storbritannien distribuerades Hagström dels av företaget Selmer under namnet Futurama, dels av Bell under namnet Hagström.
Modellbeteckningar och konfigurationer är erkänt trassliga för dessa gitarrer, delvis beroende på de olika märkesnamnen och den parallella importen i USA, delvis på grund av att de var relativt enkla att konfigurera om.
I huvudsak fanns från början en grundmodell av Standard: ESP12, där den första siffran står för antalet pickuper och den andra för antalet kontrollknappar (se nedan). Pickuperna var monterade som moduler och kunde enkelt skiftas till andra konfigurationer. Detta skapade ett enormt antal varianter, och under en period marknadsfördes hela femtio olika modeller i USA!
Standard och DeLuxe var gitarrer som på flera sätt skiljde sig från mängden:
- Kroppen var designad med Gibson Les Paul som förlaga, men var vanligen semi-solid med ett förstärkt hålrum inne i kroppen även om det också fanns helsolida exemplar. Senare modeller fick en cut även på bassidan, och lite spetsigare horn vilket gjorde den mer lik en Gibson SG
- Gitarrerna var lackade med samma typ av pärlemor eller glitterlack som användes på dragspel vilket förärade Hagströms gitarrer smeknamnet "the glitter guitars"
- Halsen var bultad i kroppen och var försedd med Hagströms patenterade "H"-dragstång, i stort sett en I-balk ställd på sidan. Denna konstruktion gjorde att halsen kunde göras tunnare än normalt med bibehållen formstabilitet vilket tillsammans med den speciella Speed-O-Matic greppbrädan gjorde gitarren mycket lättspelad
- I stället för den vanliga tre- eller femlägeskontakten för val av pickup fanns ovanför strängarna en rad med sex, fyra eller två knappar med vilka man dels kunde välja pickupkonfiguration och dels kunde välja en del andra effekter för speciella ljud. Dessa kontakter satt monterade på en metallplatta på vilken även pickuperna satt monterade. På plattan, mellan pickuperna fanns en nedsänkt mindre fyrkantig platta med små borrade hål liknande fronten på en högtalare som kom att gå under namnet "the swimming pool". Denna var tänkt att ge möjlighet att spela gitarren akustiskt såväl som elektriskt även om den ganska lilla klanglådan inte gav speciellt mycket akustiskt ljud.

Standard hade en ensam single coil-pickup monterad i halsposition. Senare kunde även standard fås i P-24 version med två pickuper